# Porothamnium mattogrossense
Porothamnium mattogrossense là một loài Rêu trong họ Neckeraceae. Loài này được (Broth.) M. Fleisch. miêu tả khoa học đầu tiên năm 1925.